# Johan Detlev von Zepelin
Johan(n) Detlev von Zepelin, også Hartwig Detlev/Ditlev (23. september 1769 i Güstrow — 23. august 1841) var en dansk officer, far til Adolph Frederik von Zepelin.
Han var søn af afskediget hannoveransk kaptajn Melchior Johann Christoph von Zepelin (1731 - 10. oktober 1782) og Frederikke Charlotte født von Walsleben (f. 14. januar 1737 – død 1802) og blev døbt i Güstrow i Mecklenburg-Güstrow 24. september 1769. Sin militære uddannelse fik han i holstenske Infanteriregiment, hvor han indtrådte 1784 som frikorporal. Kronprinsen (Frederik VI) blev gjort opmærksom på den unge, flinke soldat og forsatte Zepelin 1788 som fænrik til Livgarden til Fods, i hvilken afdeling han nu forblev i over et halvt århundrede. 1785 blev han naturaliseret som dansk adelsmand.
Han blev sekondløjtnant 1789, premierløjtnant 1794, stabskaptajn 1801, kompagnichef 1803. Som sådan fik han under Københavns belejring 1807 kommandoen over gardens jægere og tillige over samtlige regimentsjægere, og med dem deltog han med megen hæder i udfaldene den 20., 25., 26. og 31. august.
Han blev major 1809, kammerherre 1810, Ridder af Dannebrog 1817, oberstløjtnant 1818, oberst 1826, kommandør for Livgarden til Fods samt Kommandør af Dannebrog 1828, ceremonimester ved det kongelige Ordenskapitel 1836, generalmajor 1840, Storkors af Dannebrog 1841. Han døde 23. august 1841 og er begravet ved Garnisonskirken i København. Fra 1823 til 1835 var han ejer af gården Eskemosegård.
Han var gift med Annette Cathinca Bong (1797 i Finland - 23. april 1853).